# Boreoberthella angusta
Boreoberthella angusta is een slakkensoort uit de familie van de Pleurobranchidae. De wetenschappelijke naam van de soort is voor het eerst geldig gepubliceerd in 2009 door Martynov & Schrödl.